# Band Hero
Band Hero je glasbena video igra, izdana 3. novembra 2009. Band hero je mogoče igrati na konzolah PlayStation 2, PlayStation 3, Xbox 360, Wii in Nintendo DS. Igra je strukturno podobna igri Guitar Hero 5, vendar je mogoče pri Band hero simulirati igranje vodilne ter bas kitare, bobnov, vključen pa je tudi vokal. Igra omogoča nastavitve težavnosti ter možnost dodatnega igralca preko Guitar Hero 5.
Band hero se igra na posebej oblikovanih plastičnih inštrumentih, ki služijo namesto igralnih ročk. V igri kot avatarji nastopajo Taylor Swift, Adam Levin in skupina No Doubt. Band hero je prejel mešane kritike oz. odzive. Nekateri pravijo, da je predstavlja »Top 40« pop ter rock hitov, drugi pa menijo, da je igra namenjena zgolj najstnikom.